# Fusarchaiasinae
Fusarchaiasinae es una subfamilia de foraminíferos bentónicos de la familia Soritidae, de la superfamilia Soritoidea, del suborden Miliolina y del orden Miliolida. Su rango cronoestratigráfico abarca desde el Eoceno hasta la Mioceno.

## Clasificación
Fusarchaiasinae incluye al siguiente género:
- Fusarchaias †

Otros géneros considerados en Fusarchaiasinae son:
- Puteolina, considerado como sinónimo posterior de Laevipeneroplis
- Puteolus, sustituido por Puteolina